# Piedestal

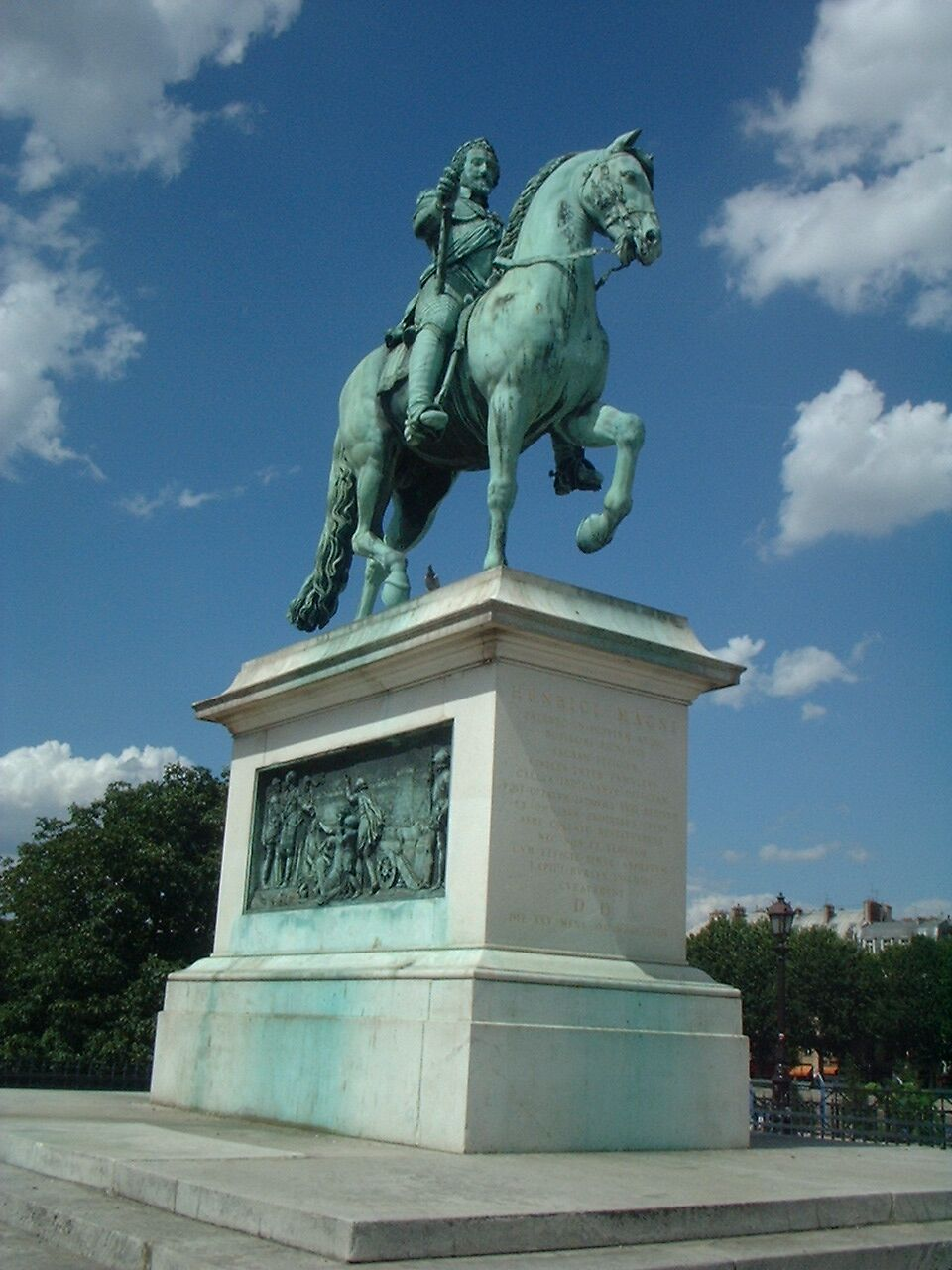
Statuia lui Henri IV, pe Pont Neuf la Paris, și piedestalul său.

Un piedestal (plural: piedestaluri) este un suport izolat care servește să preia o coloană, o statuie, un bust sau un mare obiect de artă și de ornament (vază, candelabru, stelă, fântână).

## Etimologie
Substantivul românesc piedestal are etimologie multiplă:
1. împrumut din franceză piėdestal, care, la rândul său, este împrumutat din italiană piedestallo, cuvânt compus din cuvintele din italiană piede, „picior” și stallo, „suport”,
2. împrumut din italiană piedestallo.

## Galerie de imagini

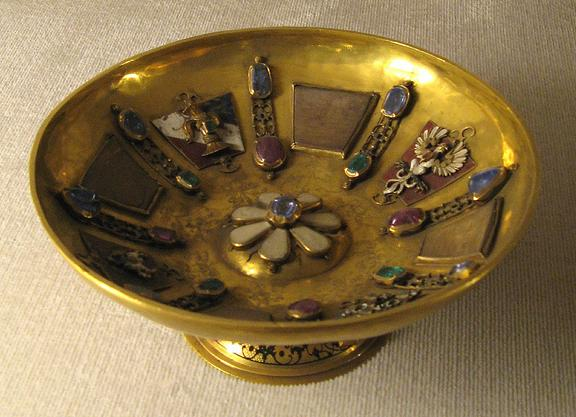
Cupă cu piedestal.
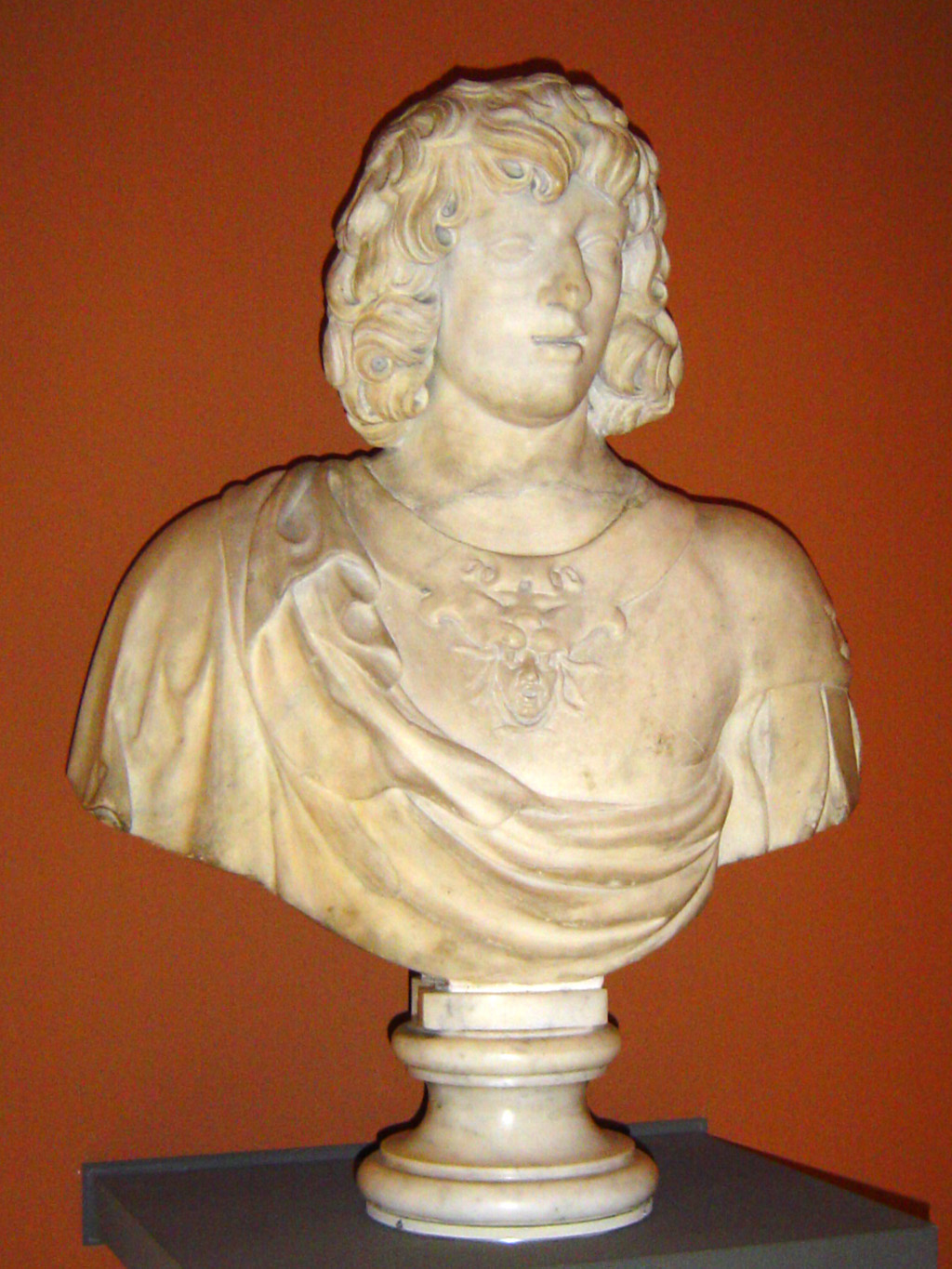
Bustul lui Gaston de France pe un mic piedestal.
Piedestal într-una din partițiunile unui blazon.
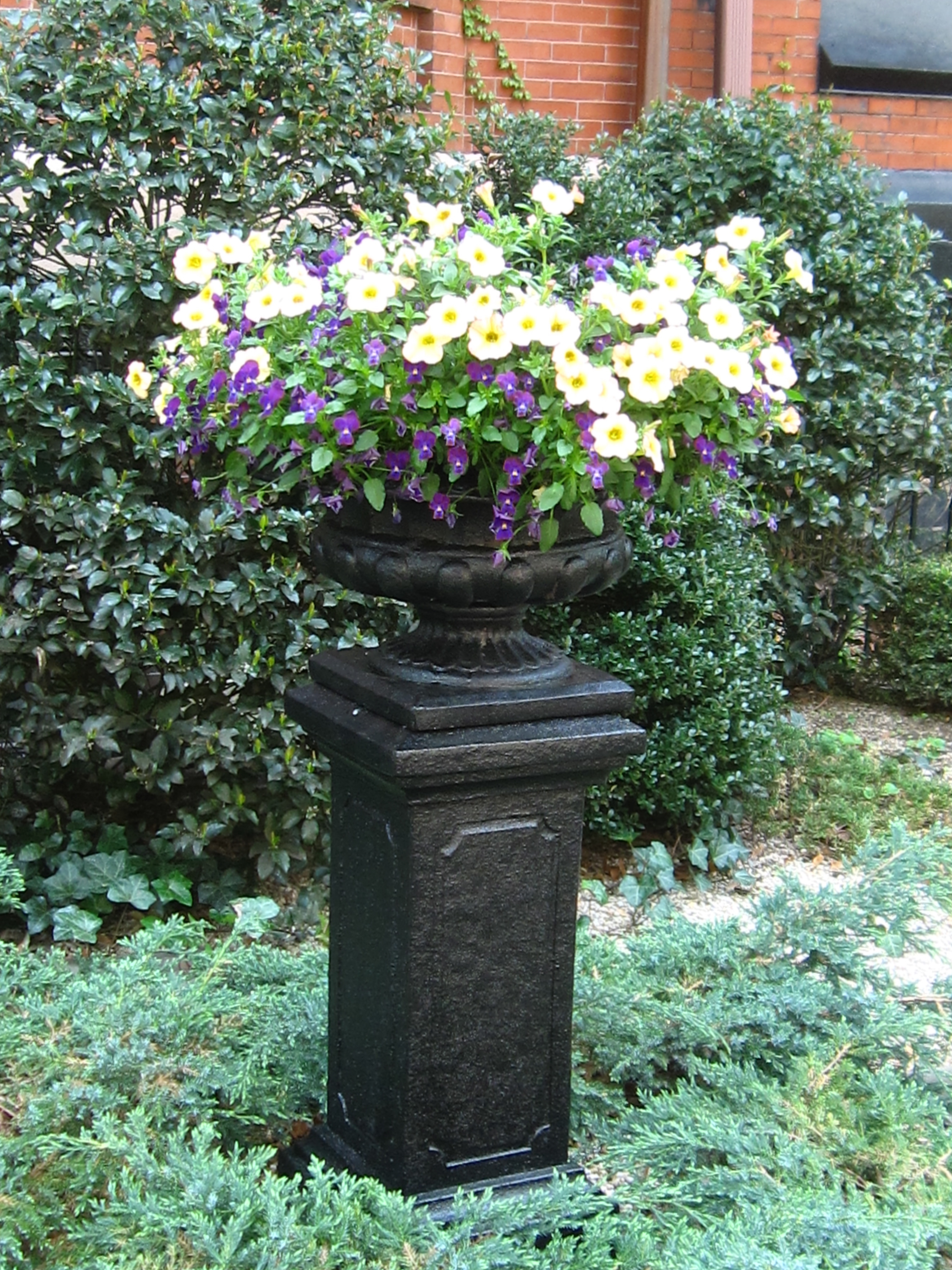
Piedestal pentru plante.
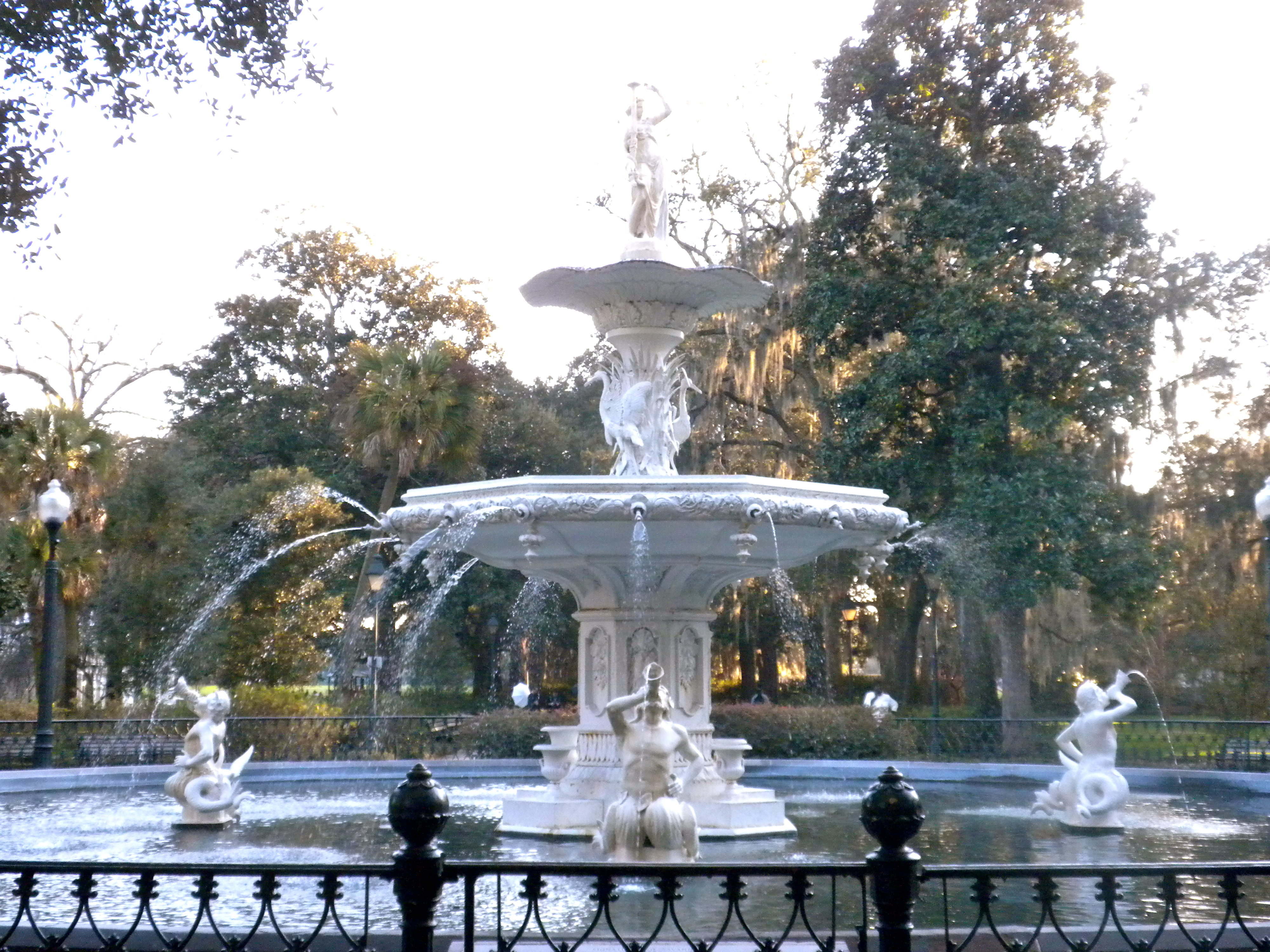
Piedestal octogonal de fântână.
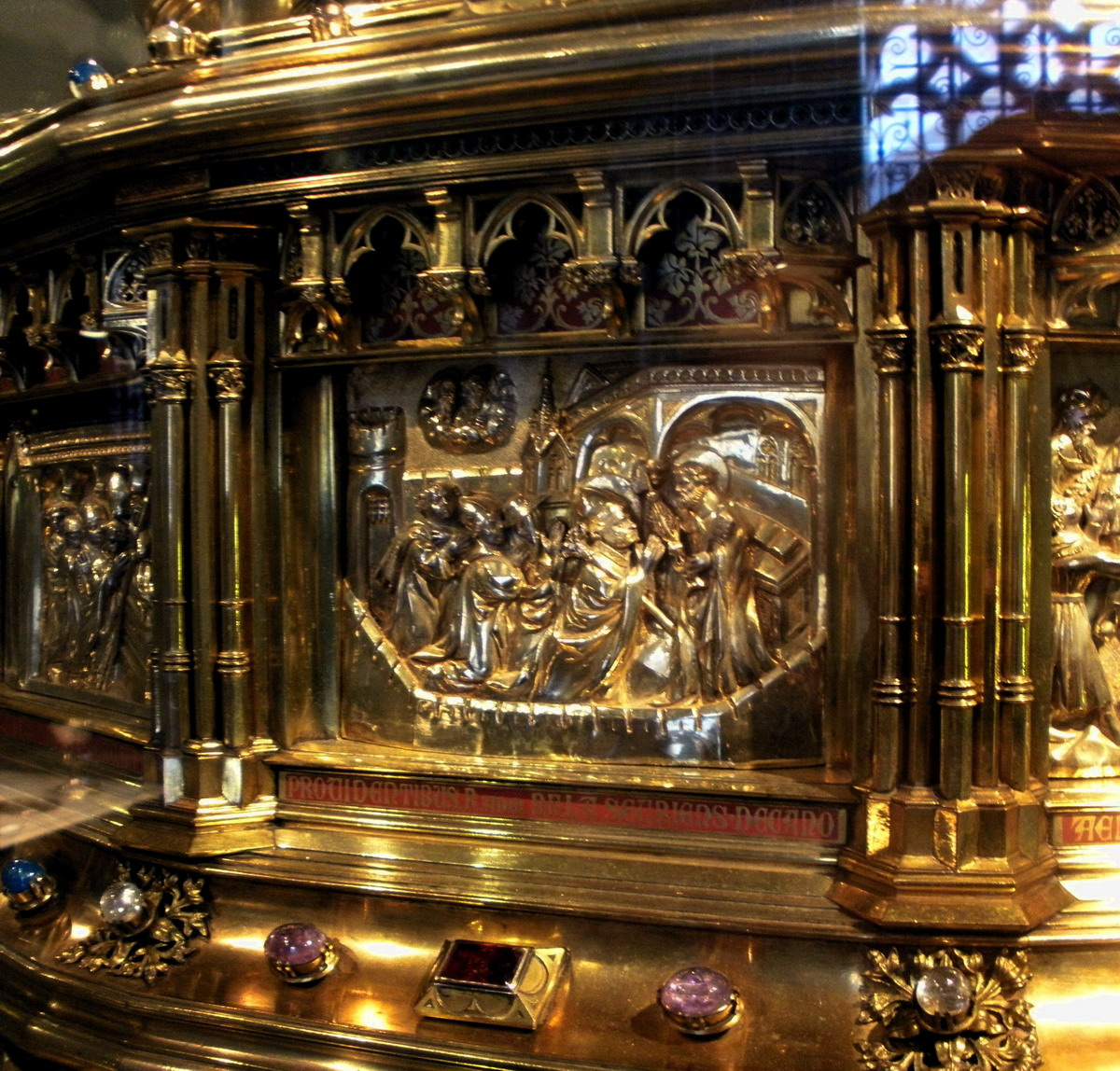
Piedestal neogotic flancat.
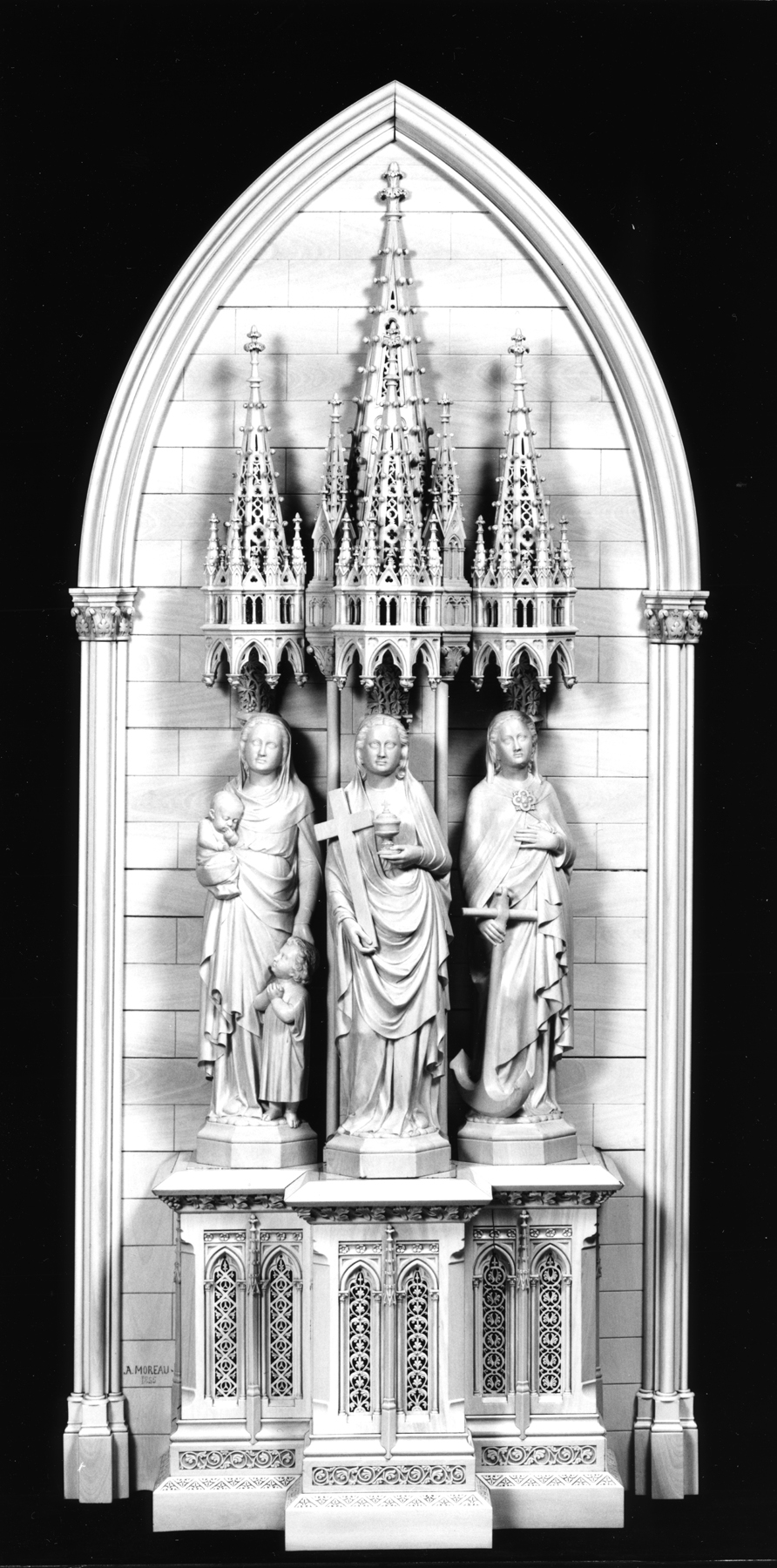
Piedestal compus.
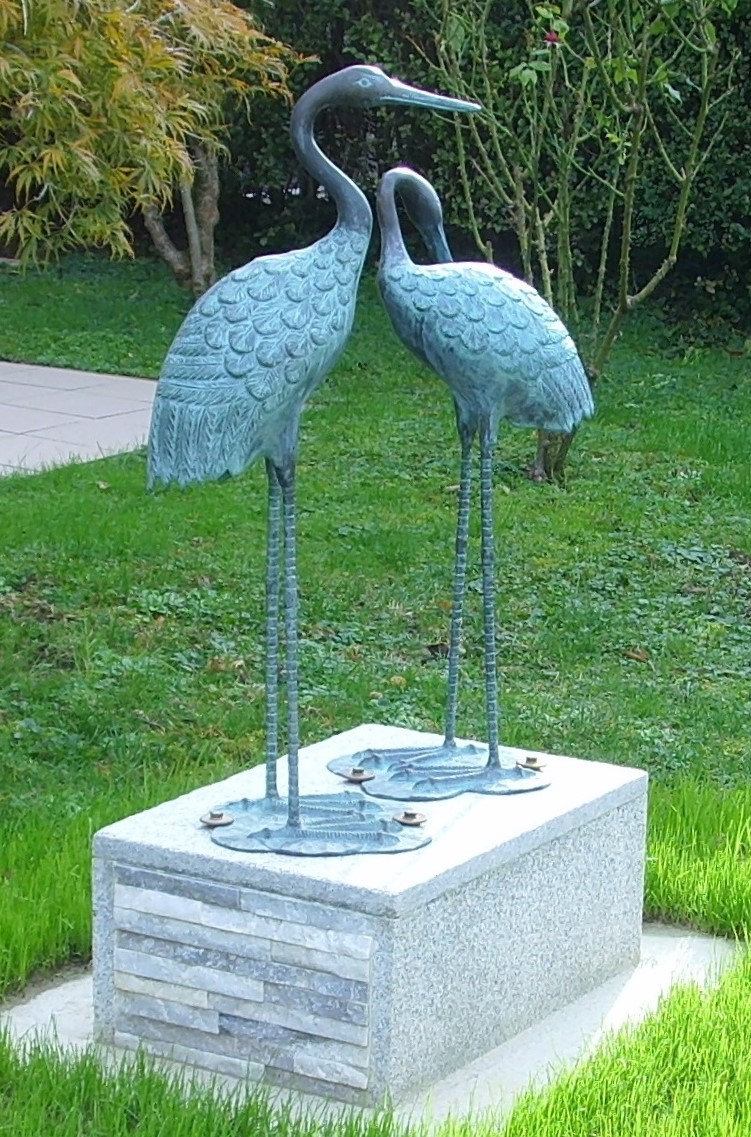
Statuie de bronz așezată pe un piedestal și o bază de granit gri.